# Gyula Zsengellér
Gyula Zsengellér (ur. 27 grudnia 1915 w Ceglédzie, zm. 29 marca 1999 w Nikozji) – węgierski piłkarz, który występował na pozycji napastnika, reprezentant Węgier w latach 1936–1947, srebrny medalista Mistrzostw Świata 1938, trener piłkarski.

## Kariera klubowa
Był jednym z najwybitniejszych strzelców w historii światowego futbolu. W lidze węgierskiej debiutował w sezonie 1935/1936, w następnym był już piłkarzem Újpestu, gdzie grał do 1947. Czterokrotnie zdobywał tytuł mistrza kraju (1939, 1945, 1946, 1947). Pięciokrotnie zdobywał tytuł króla strzelców ligi węgierskiej (1938, 1939, 1943, 1944, 1945), w najlepszym sezonie – 1939 – strzelając 56 goli. Łącznie w 325 grach zaliczył 387 trafień. W 1947 podpisał kontrakt z AS Roma, w której grał przez 2 sezony (34 spotkań, 6 goli). We Włoszech występował także w Anconie, karierę kończył w kolumbijskim Deportivo Samarios (1952).

## Kariera reprezentacyjna
W reprezentacji Węgier zagrał 39 razy i strzelił 33 bramki. Debiutował 2 grudnia 1936 w meczu z Anglią, ostatni raz zagrał w 1947. Podczas Mistrzostw Świata 1938 był jednym z najważniejszych zawodników wicemistrzów świata, w turnieju pięciokrotnie trafiał do bramki rywali.